# Мельников, Владимир Леонидович
Владимир Леонидович Мельников (род. 18 января 1970, Краснодар) — российский культуролог, музеевед, поэт. Заместитель директора Музея-института семьи Рерихов по научной работе (2001—2018), заместитель руководителя Рериховского центра Санкт-Петербургского государственного университета. Председатель Попечительского совета Международного благотворительного фонда «Рериховское наследие». Лауреат премии Правительства Санкт-Петербурга в области искусства, литературы и архитектуры 2010 года.

## Биография
Родился 18 января 1970 года в Краснодаре. В 1995 году окончил физический факультет Кубанского государственного университета. В 1994—1999 годах работал младшим научным сотрудником Музея-усадьба Н. К. Рериха в Изваре, научным сотрудником Тосненского краеведческого музея. С 1 декабря 1999 года по 1 апреля 2002 года работал в Музейном агентстве Ленинградской области в должности старшего научного сотрудника Шлиссельбургского филиала агентства — Музея истории города Шлиссельбурга.
Главным событием своей жизни считает встречу и сотрудничество с Людмилой Степановной Митусовой (1910—2004), ставшей фактическим основателем Музея-института семьи Рерихов в Санкт-Петербурге. 12 лет был её личным секретарём, передал музею-институту всю коллекцию, которую получил по завещанию.
С момента основания в октябре 2000 года — заместитель руководителя Рериховского центра Санкт-Петербургского государственного университета. Один из создателей в мае 2001 года Музея-института семьи Рерихов (c 2007 года музей-институт стал Санкт-Петербургским государственным учреждением культуры), где работал в должности заместителя директора по научной работе. С 2019 года по 2024 год — учёный секретарь музея-заповедника «Изборск» (Санкт-Петербург), директор образовательно-паломнического центра «Град светлый» (Санкт-Петербург).
Второе высшее образование получил в 2006 году на факультете философии и политологии Санкт-Петербургского государственного университета. Защитил диссертацию на соискание учёной степени кандидата культурологии по специальности «Музееведение, консервация и реставрация историко-культурных объектов». В 1994—2013 гг. участвовал в научных экспедициях и поездках по Северо-Западу и Югу России, на Урал и Кавказ, в Эстонию, Монголию, Индию, США, Украину и др.
Автор многочисленных научных докладов и публикаций, один из разработчиков электронного архива и базы данных «Держава Рерихов», соорганизатор международных научных конференций, семинаров и выставок, редактор книг.
Живёт в Санкт-Петербурге.
Женат.

## Краткая библиография
- Мельников В. Л. Князь П. А. Путятин и его бологовская усадьба // СПб.; Вышний Волочёк, 2000.
- Бондаренко А. А., Мельников В. Л., Ушаков Ю. А. Санкт-Петербург и семья Рерихов: сохраним преемственность // СПб., 2001.
- Бондаренко А. А., Мельников В. Л. Рерих и университет // СПб.; Вышний Волочёк, 2002.
- Мельникова В. Л. Наследие Н. К. Рериха и его семьи в архивах США // «Берега» информационно-аналитический сборник о русском зарубежье. — 2002. — 1. — С. 31-34
- Мельников В. Л. Крылья. Стихотворения 1983—2003 гг. // СПб.; Вышний Волочёк, 2003.
- Будникова Ю. Ю., Мельников В. Л. Николай Рерих и другие. Художники XIX—XXI веков в собрании Музея-института семьи Рерихов: Каталог выставки // СПб., 2005.
- Мельников В. Л. Б. П. Коваленко: Тропою Рерихов // СПб., 2007.
- Мельников В. Л., Петров С. П. Пятая выставка медальеров Санкт-Петербурга: Каталог // СПб., 2007.
- Мельников В. Л. По лицу Земли. Географические карты XVI—XX веков из собраний Межрегионального общественного фонда поддержки культуры «Палитра искусств» и Международного благотворительного фонда «Рериховское наследие»: Каталог // СПб., 2007.
- Будникова Ю. Ю., Мельников В. Л. М. П. Боткин — художник и коллекционер: Путеводитель по выставке из собрания Музея-института семьи Рерихов // СПб., 2007.
- Коренева Т. В., Мельников В. Л. Б. М. Кустодиев в Музее-институте семьи Рерихов. Выставка одной картины" // СПб., 2007.
- Будникова Ю. Ю., Мельников В. Л. «Люби меня, как теперь, всегда…»:Путеводитель по выставке из собрания Музея-института семьи Рерихов // СПб., 2007.
- Мельников В. Л., Мельникова М. Н. К. Рерих и художники Императорского Общества поощрения художеств. Выставка первая: Живопись, графика и скульптура из собраний Б. Н. Васильева и Т. Л. Васильевой: Каталог // СПб., 2008.
- Мельников В. Л. Александр Громов. Живопись и графика: Альбом // Из цикла «Н. К. Рерих и художники Императорского Общества поощрения художеств», вторая выставка // СПб., 2008.

Диссертация
- Мельников В. Л. Частные усадебные музеи в России во второй половине XIX — начале XX века (на примере усадебного музея князя П. А. Путятина в Бологом). Диссертация на соискание учёной степени кандидата культурологии.